# Campionati europei juniores di atletica leggera 1985
L'VIII Campionato europeo juniores di atletica leggera si è disputato a Cottbus, in Germania Est, dal 22 al 25 agosto 1985.

## Risultati
I risultati del campionato sono stati:

### Uomini
| Specialità             | Oro                                                                | Prestazione | Argento                                                              | Prestazione | Bronzo                                                                                  | Prestazione |
| Corse piane            |                                                                    |             |                                                                      |             |                                                                                         |             |
| 100 metri              | Elliot Bunney Regno Unito                                          | 10"38       | Endre Havas Ungheria                                                 | 10"40       | John Regis Regno Unito                                                                  | 10"51       |
| 200 metri              | Ade Mafe Regno Unito                                               | 20"54       | Richard Ashby Regno Unito                                            | 20"85       | Endre Havas Ungheria                                                                    | 21"00       |
| 400 metri              | Roger Black Regno Unito                                            | 45"36       | Yan Krasnikov Unione Sovietica                                       | 46"31       | Jacques Farraudière Francia                                                             | 46"37       |
| 800 metri              | Ralph Schumann Germania Est                                        | 1'51"28     | Jussi Udelhoven Germania Ovest                                       | 1'51"96     | Geir Søgnebotnen Norvegia                                                               | 1'51"98     |
| 1.500 metri            | Mika Maaskola Finlandia                                            | 3'44"99     | Neil Horsfield Regno Unito                                           | 3'45"39     | Hauke Fuhlbrügge Germania Est                                                           | 3'45"60     |
| 3.000 metri            | Nick O'Brien Irlanda                                               | 8'10"75     | Andrey Usachov Unione Sovietica                                      | 8'10"90     | John Nuttall Regno Unito                                                                | 8'11"72     |
| 5.000 metri            | Paul Taylor Regno Unito                                            | 14'12"45    | Volker Iwanowski Germania Est                                        | 14'14"83    | José Manuel García Spagna                                                               | 14'17"87    |
| Corse a ostacoli       |                                                                    |             |                                                                      |             |                                                                                         |             |
| 110 metri ostacoli     | Jon Ridgeon Regno Unito                                            | 13"46       | Colin Jackson Regno Unito                                            | 13"69       | Fausto Frigerio Italia                                                                  | 14"10       |
| 400 metri ostacoli     | Oleg Singatullin Unione Sovietica                                  | 50"64       | Klaus Ehrle Austria                                                  | 50"99       | Carsten Köhrbrück Germania Ovest                                                        | 51"23       |
| 2000 metri siepi       | Nikolay Matyushenko Unione Sovietica                               | 5'28"31     | Sándor Serfõzõ Ungheria                                              | 5'34"98     | Marián Huncík Cecoslovacchia                                                            | 5'35"83     |
| Staffette              |                                                                    |             |                                                                      |             |                                                                                         |             |
| Staffetta 4x100 m      | Regno Unito Trevor McKenzie Elliot Bunney Richard Ashby John Regis | 39"80       | Polonia Jacek Marlicki Andrzej Popa Jacek Konopka Marek Parjaszewski | 40"18       | Unione Sovietica Vitaliy Savin Viktor Ivanov Sergey Klyonov Dmitriy Dontsov             | 40"32       |
| Staffetta 4x400 m      | Regno Unito Mark Tyler John Rigg Ade Mafe Roger Black              | 3'07"18     | Germania Ovest Bernd Müller Volker Höschele Edgar Itt Thomas Beblo   | 3'08"02     | Unione Sovietica Andrey Cherevchenko Sergey Dobrovolskiy Oleg Singatullin Yan Krasnikov | 3'08"32     |
| Corse su strada        |                                                                    |             |                                                                      |             |                                                                                         |             |
| 10 km marcia           | Mikhail Shchennikov Unione Sovietica                               | 42'00"63    | Daniel Plaza Spagna                                                  | 42'16"39    | Giovanni De Benedictis Italia                                                           | 42'56"80    |
| Salti                  |                                                                    |             |                                                                      |             |                                                                                         |             |
| Salto in alto          | John Hill Regno Unito                                              | 2,24 m      | Róbert Ruffíni Cecoslovacchia                                        | 2,24 m      | Georgi Dakov Bulgaria                                                                   | 2,18 m      |
| Salto con l'asta       | Igor' Trandenkov Unione Sovietica                                  | 5,45 m      | Grigoriy Yegorov Unione Sovietica                                    | 5,40 m      | Mike Thiede Germania Est                                                                | 5,30 m      |
| Salto in lungo         | Volker Mai Germania Est                                            | 7,99 m      | Marco Delonge Germania Est                                           | 7,96 m      | Emiel Mellaard Paesi Bassi                                                              | 7,79 m      |
| Salto triplo           | Volker Mai Germania Est                                            | 16,83 m     | Yuriy Gorbachenko Unione Sovietica                                   | 16,61 m     | Piotr Weremczuk Polonia                                                                 | 16,21 m     |
| Lanci                  |                                                                    |             |                                                                      |             |                                                                                         |             |
| Getto del peso         | Oliver-Sven Buder Germania Est                                     | 19,34 m     | Oleksandr Bagach Unione Sovietica                                    | 18,48 m     | Maik Prollius Germania Est                                                              | 18,09 m     |
| Lancio del disco       | Attila Horváth Ungheria                                            | 60,02 m     | Rüdiger Pudenz Germania Est                                          | 58,74 m     | Vasiliy Kaptyukh Unione Sovietica                                                       | 57,18 m     |
| Lancio del martello    | Andreï Abduvaliev Unione Sovietica                                 | 72,44 m     | Steffen Raschik Germania Est                                         | 68,82 m     | Valentin Kirov Bulgaria                                                                 | 66,16 m     |
| Lancio del giavellotto | Andrey Maznichenk Unione Sovietica                                 | 79,92 m     | Gary Jenson                                                          | 75,68 m     | Bogdan Patelka Polonia                                                                  | 75,68 m     |
| Prove multiple         |                                                                    |             |                                                                      |             |                                                                                         |             |
| Decathlon              | Thomas Fahner Germania Est                                         | 7815 p.     | Igor Drobyshevskiy Unione Sovietica                                  | 7633 p.     | André Preysing Germania Est                                                             | 7476 p.     |

### Donne
| Specialità             | Oro                                                                                     | Prestazione | Argento                                                                           | Prestazione                    | Bronzo                                                                 | Prestazione |
| Corse piane            |                                                                                         |             |                                                                                   |                                |                                                                        |             |
| 100 metri              | Kerstin Behrendt Germania Est                                                           | 11"21       | Annarita Balzani Italia                                                           | 11"60                          | Helen Miles Regno Unito                                                | 11"63       |
| 200 metri              | Kerstin Behrendt Germania Est                                                           | 23"21       | Louise Stuart Regno Unito                                                         | 23"83                          | Marina Krivosheina Unione Sovietica                                    | 23"94       |
| 400 metri              | Olga Pesnopevtseva Unione Sovietica                                                     | 53"37       | Nicole Leistenschneider Germania Ovest                                            | 53"47                          | Oksana Petrenko Unione Sovietica                                       | 53"93       |
| 800 metri              | Maria Pintea RomaniaGabriela Sedláková Cecoslovacchia                                   | 2'03"22     | Non assegnato per ex aequo oro                                                    | Non assegnato per ex aequo oro | Ellen Kiessling Germania Est                                           | 2'04"18     |
| 1.500 metri            | Ana Padurean Romania                                                                    | 4'16"32     | Marie-Pierre Duros Francia                                                        | 4'18"34                        | Tatyana Vokhmintseva Unione Sovietica                                  | 4'19"86     |
| 3.000 metri            | Cleopatra Palacian Romania                                                              | 9'05"52     | Christin Sørum Norvegia                                                           | 9'07"54                        | Angela Madrakhimova Unione Sovietica                                   | 9'13"66     |
| Corse a ostacoli       |                                                                                         |             |                                                                                   |                                |                                                                        |             |
| 100 metri ostacoli     | Monique Éwanjé-Épée Francia                                                             | 13"10       | Heike Tillack Germania Est                                                        | 13"24                          | Lidiya Okolo-Kulak Unione Sovietica                                    | 13"30       |
| 400 metri ostacoli     | Claudia Bartl Germania Est                                                              | 56"22       | Zhivka Petkova Bulgaria                                                           | 56"50                          | Sabine Zwiener Germania Ovest                                          | 57"78       |
| Staffette              |                                                                                         |             |                                                                                   |                                |                                                                        |             |
| Staffetta 4x100 m      | Germania Est Frauke Damberg Kerstin Behrendt Heike Tillack Claudia Schuster             | 44"30       | Unione Sovietica Irina Kot Tatyana Papilina Marina Krivosheyna Lidiya Okolo-Kulak | 44"49                          | Regno Unito Helen Miles Georgina Oladapo Hayley Clements Louise Stuart | 44"78       |
| Staffetta 4x400 m      | Germania Ovest Silke-Beate Knoll Nicole Leistenschneider Andrea Jirousch Sabine Zwiener | 3'32"67     | Germania Est Susan Machmüller Susanne Sieger Claudia Bartl Dagmar Stuhr           | 3'34"40                        | Regno Unito Georgina Honley Lynne Robinson Dawn Flockhart Loreen Hall  | 3'35"10     |
| Corse su strada        |                                                                                         |             |                                                                                   |                                |                                                                        |             |
| 5 km marcia            | María Cruz Díaz SpagnaMaría Reyes Sobrino Spagna                                        | 22'56"84    | Non assegnato per ex aequo oro                                                    | Non assegnato per ex aequo oro | Svetlana Kaburkina Unione Sovietica                                    | 23'03"45    |
| Salti                  |                                                                                         |             |                                                                                   |                                |                                                                        |             |
| Salto in alto          | Natalya Golodnova Unione Sovietica                                                      | 1,94 m      | Ol'ga Turčak Unione Sovietica                                                     | 1,91 m                         | Svetlana Isaeva Bulgaria                                               | 1,88 m      |
| Salto in lungo         | Sofiya Bozhanova Bulgaria                                                               | 6,68 m      | Silke Harms Germania Ovest                                                        | 6,56 m                         | Davydova Unione Sovietica                                              | 6,55 m      |
| Lanci                  |                                                                                         |             |                                                                                   |                                |                                                                        |             |
| Getto del peso         | Bettina Libera Germania Est                                                             | 18,76 m     | Ilke Wyludda Germania Est                                                         | 18,11 m                        | Stephanie Storp Germania Ovest                                         | 17,45 m     |
| Lancio del disco       | Ilke Wyludda Germania Est                                                               | 57,38 m     | Viktoriya Kochetkova Unione Sovietica                                             | 56,78 m                        | Larisa Korotkevich Unione Sovietica                                    | 56,62 m     |
| Lancio del giavellotto | Regine Kempter Germania Est                                                             | 61,70 m     | Danica Živanov Jugoslavia                                                         | 60,10 m                        | Ingrid Lammertsma Paesi Bassi                                          | 55,92 m     |
| Prove multiple         |                                                                                         |             |                                                                                   |                                |                                                                        |             |
| Eptathlon              | Emilia Dimitrova Bulgaria                                                               | 6079 p.     | Elena Davydova Unione Sovietica                                                   | 6051 p.                        | Birgit Gautzsch Germania Est                                           | 5852 p.     |

## Medagliere
Legenda
     Paese ospitante
| Posizione | Paese            | Oro | Argento | Bronzo | Totale |
| --------- | ---------------- | --- | ------- | ------ | ------ |
| 1         | Germania Est     | 12  | 7       | 6      | 25     |
| 2         | Unione Sovietica | 8   | 10      | 11     | 29     |
| 3         | Regno Unito      | 8   | 5       | 5      | 18     |
| 4         | Romania          | 3   | 0       | 0      | 3      |
| 5         | Bulgaria         | 2   | 1       | 3      | 6      |
| 6         | Spagna           | 2   | 1       | 1      | 4      |
| 7         | Germania Ovest   | 1   | 4       | 3      | 8      |
| 8         | Ungheria         | 1   | 2       | 1      | 4      |
| 9         | Cecoslovacchia   | 1   | 1       | 1      | 3      |
| 9         | Francia          | 1   | 1       | 1      | 3      |
| 11        | Finlandia        | 1   | 0       | 0      | 1      |
| 11        | Irlanda          | 1   | 0       | 0      | 1      |
| 13        | Polonia          | 0   | 1       | 2      | 3      |
| 13        | Italia           | 0   | 1       | 2      | 3      |
| 15        | Norvegia         | 0   | 1       | 1      | 2      |
| 16        | Austria          | 0   | 1       | 0      | 1      |
| 16        | Jugoslavia       | 0   | 1       | 0      | 1      |
| 18        | Paesi Bassi      | 0   | 0       | 2      | 2      |
| Totale    | Totale           | 41  | 37      | 39     | 117    |